# Stephanie Forrester
Stephanie Emma Forrester (Aberdeen, 30 de abril de 1969) é uma triatleta profissional britânica. 

## Carreira

### Sydney 2000
Stephanie Forrester disputou os Jogos de Sydney 2000, terminando em 15º lugar com o tempo de 2:03:56.11. 